# 香港2009年12月

## 12月31日
- 城市電訊向廣管局遞交免費電視節目服務牌照申請，公司在獲發牌照之後，將透過香港寬頻的光纖網絡，連接大廈內的電視系統傳送訊號，初期投資約2.1億港元，於獲發牌後9個月內投入運作。

## 12月29日
- 一名安老院女護理主任掌摑女院友及強迫院友吃糞便，4項普通襲擊罪成，被判監禁半年及向受害人罰款3000元。裁判官批評被告行為令人噁心及缺德，且至今毫無悔意，須處阻嚇性刑罰。
- 警方聯同入境處和勞工處採聯合行動，在新界北搜捕非法勞工，拘捕1名本地僱主和28名非法勞工，其中7名黑工來自印度、巴基斯坦和孟加拉，其餘為內地人。飛行服務隊派出直升機協助。
- 運房局長鄭汝樺稱會爭取盡快向立會財委會解釋高鐵方案。現時局方收到8成菜園村村民願意接受賠償方案，重申已於立法會不同小組舉行多次會議，並提供詳盡資料，解釋成本上漲的原因等。
- 行政長官曾蔭權在北京國家行政學院發表演講，指出香港面對金融危機，民生是政府最關切的問題。特區政府已採取一系列措施，有效地穩住市民的消費信心和對前途的信心。
- 為免樓宇大幅「跳層」，屋宇署近日將新修訂的作業備考初稿，諮詢業界。消息指，初步建議日後新樓不能連續跳超過兩層。刪除了的樓層編號，代號不能直接跳高。
- 一名80歲患有糖尿病、心臟病及高血壓的男病人因氣促及咳嗽，11月26日到威爾斯醫院急症室求診，其後確診人類豬流感。病人一度情況好轉，但聖誕日病情再度轉差，至前日不治。
- 第32屆省港盃首回合賽事晚上在小西灣運動場舉行，港隊以2:1力挫廣東隊。首次代表香港出戰的亞古沙梅開二度，在上、下半場各入一球。尹鴻博則在55分鐘為廣東隊建功。

### 12月20日
青沙管制區昂船洲大橋及南灣隧道全線通車。

## 12月12日
- 香港足球隊在2009年東亞運動會險勝日本隊取得金牌，是香港歷史上第一次在綜合運動會中取得足球金牌。創造傳奇 香港奪東亞運足球金牌 （页面存档备份，存于）

## 12月5日
- 香港2009年東亞運動會開幕。 東亞運今開幕全城「紅」動 （页面存档备份，存于）